# Goo Demos
Pour les articles homonymes, voir Goo.
 (novembre 2018).
Si vous disposez d'ouvrages ou d'articles de référence ou si vous connaissez des sites web de qualité traitant du thème abordé ici, merci de compléter l'article en donnant les références utiles à sa vérifiabilité et en les liant à la section « Notes et références ».
Albums de Sonic Youth
Goo
(1990) Dirty
(1992)
Singles
1. Dirty Boots
Sortie : avril 1991

Goo Demos est un bootleg du groupe de rock avant-gardiste américain Sonic Youth, publié en 1991 sur le label pirate du groupe Sonic Death.
L'album contient, comme son nom l'indique, les démos du précédent opus éponyme Goo. Ces démos se retrouvent, plus tard, sur la réédition Deluxe de Goo (2005).
Les raisons de sa publication sont, principalement, le mécontentement du groupe envers la production de l'album ainsi que le fait que ces démos étaient déjà publiées sur de nombreux labels pirates[réf. nécessaire].
Ce bootleg officiel contient un morceau inédit, Lee #2 ainsi que la version single de Dirty Boots.

## Liste des titres
| 1.    | Tunic                     | Tunic (Song for Karen) | 6:44 |
| 2.    | Number One                | Disappearer            | 4:58 |
| 3.    | Titanium Exposé           |                        | 4:54 |
| 4.    | Dirty Boots               |                        | 5:52 |
| 5.    | Corky                     | Cinderella's Big Score | 6:22 |
| 6.    | My Friend Goo             |                        | 2:37 |
| 7.    | Bookstore                 | Mote                   | 4:16 |
| 8.    | Animals                   | Mary-Christ            | 3:10 |
| 9.    | Du 2                      | Kool Thing             | 4:19 |
| 10.   | Blow Job?                 | Mildred Pierce         | 8:52 |
| 11.   | Lee #2                    | Titre inédit           | 3:36 |
| 12.   | Dirty Boots (single edit) |                        | 2:54 |
| 58:35 |                           |                        |      |

## Membres du groupe
- Kim Gordon : basse, chant
- Thurston Moore : guitare, chant
- Lee Ranaldo : guitare, chant
- Steve Shelley : batterie

### Musiciens additionnels
- J Mascis : chant (sur Tunic (Song for Karen), Mote et My Friend Goo)
- Don Fleming : percussions, chant (sur Dirty Boots et Disappearer)
- Chuck D : chant (sur Kool Thing)
- Nick Sansano : percussions